# Robert Świtoń
Robert Świtoń (ur. 24 czerwca 1994) – polski futsalista, zawodnik z pola, reprezentant Polski, obecnie zawodnik GI Malepszy Arth Soft Leszno
Karierę rozpoczynał w Gwieździe Ruda Śląska, w barwach której w sezonie 2011/2012 zadebiutował w ekstraklasie. Następnie był zawodnikiem występującego wówczas w I lidze Mareksu Chorzów. Z drużyną FC Toruń w sezonie 2014/2015 awansował do ekstraklasy. W latach 2016-2019 reprezentował Clearex Chorzów, z którym sięgnął w 2017 roku po Puchar Polski, a w sezonie 2018/2019 zajął trzecie miejsce w lidze. Kolejny sezon spędził w Gwieździe Ruda Śląska, po czym został zawodnikiem klubu Red Devils Chojnice. Po dwóch sezonach bycia zawodnikiem w barwach Red Devils Chojnice przeniósł się do GI Malepszy Arth Soft Leszno.
W 2018 roku z reprezentacją Polski zajął ósme miejsce w Akademickich Mistrzostwach Świata. W tym samym roku na Turnieju Państw Wyszehradzkich zadebiutował w kadrze A reprezentacji Polski.